# قشلاق عبا
قشلاق عبا (بالإنجليزية: Qeshlaq-e Aba)‏ هي منطقة سكنية تقع في قسم انغوت الشرقي الريفي في إيران. يقدر عدد سكانها بـ 161 نسمة .